# Dicranolasma soerensenii
Dicranolasma soerensenii is een hooiwagen uit de familie Dicranolasmatidae.
De vorming van de soortnaam wordt bijgewerkt naar de oorspronkelijke formatie, vanaf World Catalogue of Opiliones (23/12/2023)